# Mailbox-Durchwahl
Mailbox-Durchwahl ist eine Funktionalität in Mobilfunknetzen, die es ermöglicht, dass sich ein Anrufer direkt mit der Voice-Mailbox (dem virtuellen Anrufbeantworter) des angerufenen Teilnehmers verbinden lassen kann, ohne dass eine Verbindung zu dessen Mobilgerät aufgebaut wird. So kann auf der Voice-Mailbox eine Nachricht hinterlassen werden, ohne dass das Gerät des Angerufenen klingelt.
Um die Mailbox-Durchwahl zu benutzen, muss eine von der ursprünglichen Mobilfunkgesellschaft abhängige Ziffernfolge zwischen der Vorwahl und dem Rest der Mobilfunknummer eingefügt werden.
In Deutschland lauten die Ziffernfolgen für T-Mobile (D1-Netz) 13, für Vodafone (D2-Netz) 50, für E-Plus (E-Netz) 99 und für O2 (Telefónica Germany) (E2-Netz) 33. Bei der Portierung der Rufnummer von Vodafone in ein anderes Netz lautet die Ziffernfolge 55.
In Österreich: für die Vorwahlen 0664 (A1) und 0680 (bob) 77, für 0676 (Magenta) 22, für 0650 (tele.ring) 11, für 0699 (Orange) 3 (0699 3 statt 0699 1), für 0660 (Drei) 33, für 0677 (Hot) 60.
In der Schweiz wählt man vor der eigentlichen Vorwahl die 086 bei allen Mobilfunknummern, z. B.: 086 07 xxxxxxxx